# Алтай (система связи)
«Алта́й» — советская и российская аналоговая система автоматической мобильной телефонной связи, связанная с телефонной сетью общего пользования. Работала в период с 1963 года до начала 2010-х, обслуживая около 200 городов в СССР и стран СЭВ. Разработана Воронежским НИИ связи, ГСПИ (Москва), НИИ-56 и КБ завода «Красная заря» (г. Ленинград). В отличие от других подобных систем, не имела узковедомственной принадлежности, стала одной из наиболее развитых мобильных систем связи в СССР.

## История

#### Разработка и испытания системы «Алтай-1»
Возможность телефонной связи из автомобиля между чиновниками и правительством была «подсмотрена» в Японии, во время правительственного визита в эту страну в середине 1950-х, и на высоком уровне было решено сделать в СССР подобную систему (позднее оказалось, что в Японии работала обычная диспетчерская радиосеть с поочерёдным выходом в эфир абонентов). Разработка новой системы радиотелефонной УКВ-связи началась в конце 1950-х с постановления ЦК КПСС и СМ СССР, ОКР получила шифр «Алтай-1».
Согласно постановлению, разработчиками были назначены:
- Государственный специализированный проектный институт (ГСПИ, Москва). Головная организация. Отвечал за разработку антенного хозяйства и формирование опытного района системы в Москве. Главный конструктор — Моисей Абрамович Шкуд.
- Завод «Красная заря» (Ленинград). Отвечал за разработку коммутационного оборудования и стыковку базовых станций с телефонной сетью. Главный конструктор — Сергей Иванович Иванов.
- НИИ-56 (Ленинград). Разрабатывал генераторное оборудование системы. Главный конструктор — Михаил Ильич Иоффе.
- Воронежский научно-исследовательский институт связи (ВНИИС) (образован в 1958 году на базе воронежского завода «Электросигнал»). Вёл разработку основных принципов и алгоритмов системы. Создавал оборудование центральной (базовой) станции (ЦС) и абонентских радиостанций (АРС). Главный конструктор — Леонид Николаевич Моргунов.

Чёткого техзадания на проект не было, и на первом этапе шла отработка вариантов построения системы. В послевоенное время в эксплуатации у различных организаций находилось много радиостанций, как относительно новых, так и устаревших, отечественных, импортных, трофейных, которые из за неупорядоченности использования, а также из за невысоких характеристик по стабильности частот, избирательности приёмников и уровню побочных излучений передатчиков создавали многочисленные взаимные помехи в работе, уже ощущалась перегруженность эфира на отдельных диапазонах. Учитывая это, на этапе аванпроекта в систему «Алтай-1» были заложены передовые для своего времени концепции координированной системы связи, способной объединить многочисленные разрозненные радиосети и способной стать частью единой автоматизированной системы связи страны. Это предопределило применение в новой системе дуплексного режима работы с автоматическим выходом в телефонную сеть общего пользования, многоканального радиоствола с равнодоступными каналами, количество которых выбрано с учётом статистических характеристик сочетающих максимальную загрузку частотного ресурса для заданного количества абонентов при допустимых потерях.
Наиболее значительный объём работ был выполнен Воронежским НИИС, созданным в 1958 году специально для разработки перспективных систем радиосвязи. В институт вошли как опытные инженеры из КБ Воронежского завода «Электросигнал», так и вчерашние студенты Воронежского радиотехникума и различных вузов СССР. В значительной степени их усилиями и была создана система «Алтай».
В начале 1963 года антенны центральной станции «Алтай-1» были смонтированы на шпиле высотки на Котельнической набережной (оборудование было размещено в помещениях здания), первая линейная станция (ЛС) системы оборудовалась на трассе Москва — Тула, первые 3 абонентские радиостанции (АРС) монтировались на базе автомобиля «Волга» ГАЗ-21. В таком виде начались опытные испытания. Летом 1965 года система прошла Государственные испытания и была рекомендована для серийного производства. В этот же период через «Алтай-1» был проведён первый репортаж «в прямом эфире» при встрече Фиделя Кастро, который вёл из автомобиля политический обозреватель Ю. В. Фокин.

#### Развёртывание системы «Алтай-1»
В 1967—1968 годы «Алтай-1», кроме Москвы, начал работать в Киеве, Воронеже, Ленинграде и Ташкенте; помимо руководящих работников высшего звена, системой активно пользовались строительные организации «Оргтехстрой-4» (Воронеж) и «Главкиевгорстрой» (Киев). В 1969 году инициативной группой ВНИИС разработана первая полностью полупроводниковая абонентская станция «Алтай АС-1М», имевшая массу и габариты в 5 раз меньшие, чем у прежних моделей.

#### «Алтай-3»
Разработка началась в 1970 году. Основным отличием стал переход с частотного диапазона 150 МГц, где выделенных двух «стволов»[неизвестный термин] по 8 каналов каждый стало недостаточно, на диапазон 330 МГц со 188 каналами, позволяющими создать до 22 стволов мобильной связи и 12 линейных каналов для связи между центральными станциями. Основные принципы построения системы остались прежними. Объёмы выпуска абонентских станций составлял сотни штук в месяц. В марте 1975 года «Алтай-3» начал работать в Будапеште. В 1973 году системой «Алтай» пользовались около 8000 абонентов в 30 городах СССР.

#### «Алтай-3М»
Масштабная модернизация системы была проведена в 1977—1978 годах к московской «Олимпиаде-80». Главный конструктор — В. М. Кузьмин. Впервые появилась полностью полупроводниковая базовая станция, а антенны и оборудование были размещены на Останкинской телебашне на высоте 248 метров, максимальный радиус связи доходил до 100 км, устойчивая работа обеспечивалась на дальностях около 50 км. Более плотная сетка частот в 25 кГц позволяла довести количество стволов в системе до 22. Новая абонентская станция «Алтай-АС-3М», выпускавшаяся на заводе «Спутник» в Молодечно, стала в 5 раз меньше по габаритам и весу[и это сколько в кг и см?]. К 1980 году подготовлено 200 новых абонентских станций, которые устанавливались в машины организаторов соревнований, гостей олимпиады, спортивных делегаций, комментаторов и журналистов, а также на стационарные объекты. Практически вся система «Алтай» работала только на Олимпиаду, через неё велись почти все прямые репортажи.
После Олимпиады началось бурное развитие системы. В Москве работало 17 стволов, услугами связи стали пользоваться различные городские службы, скорая помощь, пожарные и др. В то же время немалую часть пользователей составляли номенклатурные работники государственных органов, руководители научных и производственных предприятий, сотрудники спецслужб и различные чиновники. В то же время система «Алтай» изначально позиционировалась как народно-хозяйственная и не была приспособлена для спецсвязи, её каналы были легко доступны для прослушивания, в том числе и со спутников-шпионов.
В 1983 году главный конструктор системы «Алтай-3М» В. М. Кузьмин и его заместитель О. Д. Фомин были удостоены Государственной премии СССР, к этому времени система обслуживала около 135 городов СССР и 30 тысяч абонентов. За все время существования «Алтай» работал в более чем 200 городах, в сумме было запущено около 250 стволов системы, эксплуатировалось более 40 тысяч абонентских станций.

#### «Алтай» и модернизация российских систем мобильной связи в 1990-е годы
Дальнейшая модернизация системы не проводилась, за исключением создания СКБ Молодечненского завода «Спутник» и ВНИИСом 2 моделей новых абонентских станций, хотя к концу 1980-х принципы, заложенные в «Алтай» более 20 лет назад, уже устарели.
- Абонентской ёмкости в 40 тыс. корреспондентов было достаточно для использования на автомобилях городских предприятий, служб и разных ведомств (рассматривался даже вариант установки АС «Алтай» в автобусы в качестве телефона-автомата), но было мало для частного использования всеми желающими.
- Система не могла отслеживать абонентов для взимания абонентской платы. Любой, имеющий телефон, мог совершать исходящие вызовы. Попытки регистрации и учёта владельцев абонентских станций «Алтай», наподобие владельцев оружия, только усложняли обслуживание, снижали привлекательность и конкурентоспособность.
- Практически полностью открытый аналоговый радиоканал мог быть легко прослушан. Отсутствовала криптозащита, шифрование или маскировка речи.

Тем не менее, система была хорошо отработана и имела в СССР обширную зону покрытия, успешно конкурируя в начале 1990-х с только что появившимися на советском рынке аналоговыми системами мобильной связи поколения 1G. Стандарт «Алтай» поддерживался некоторыми портативными телефонами, наряду с NMT ETS, MPT. После развала плановой системы и перехода предприятий в частные руки дальнейшее развитие, а затем и содержание «Алтая» стало невозможным, хотя с 1985 года предпринимались попытки внедрить обновлённые варианты «Алтай-3СМ», «Волемот», «АРС-Леско», которые не получили широкого распространения, так как представляли собой частные инициативы мелких и средних предприятий, которые были не в состоянии разработать и внедрить принципиально новую перспективную систему.
8 июня 1990 года была предпринята попытка стимулировать создание в СССР новых систем сотовой связи. Госкомиссия Совета Министров СССР по военно-промышленным вопросам утвердила «Комплексную Программу создания систем сухопутной подвижной и персональной радиотелефонной связи общего пользования», которая предусматривала создание аналоговой сотовой системы «Союз-СПР-А» в диапазоне частот 450 МГц, а также цифровых сотовых систем «Система-СПР-П» и «Союз-СПР-Ц» в диапазоне частот 900 и 1800 МГц, радиально-зоновой системы «Волемот», радиоудлинителей телефонных линий «Лес-С», систем персонального радиовызова «Перо» и «Персона». Однако эти решения носили в основном декларативный характер и почти не финансировались. Разработки не были завершены.
Одновременно был объявлен международный конкурс на телефонизацию СССР, в котором приняли участие 14 иностранных фирм и совместных предприятий. Отечественным производителям представить на него было нечего. В результате система NMT-450 была принята в качестве федеральной, а в 1994 году в России в качестве федерального был принят стандарт 2G GSM. 27 ноября 1995 года была утверждена «Федеральная целевая комплексная программа создания технических средств связи, телевидения и радиовещания», которая, как и ряд последующих подобных решений, также была провалена из-за недофинансирования, хотя ей был присвоен статус президентской. Разработки, начатые в рамках этих программ, либо не были завершены, либо отклонялись впоследствии решением высших чиновников, как, например, создание в 1995—1999 годах ВНИИСом цифрового модема абонентской станции CDMA стандарта IS-95.
В результате более современные импортные сотовые телефоны цифрового стандарта 2G и 3G быстро захватили рынок к концу 1990-х, вытеснив «Алтай» вместе с ранними системами сотовой и транковой связи. В Воронеже система «Алтай» окончательно перестала работать в 2013 году.
Технические решения системы «Алтай» были применены также в советских системах связи «Кавказ-4», «Кавказ-6», «Колос», «Заря-4», «Дублер-РТФ» и др.

## Связь «Алтай» в различных городах

### Воронеж
В Воронеже эта система действовала до конца 2011 года и была закрыта по экономическим соображениям. Абонентам, которых оставалось меньше 50, были розданы абонентские станции с более прогрессивной транкинговой системой «КаРаТ» (протокол MPT 1327), работавшие совместно с «Алтаем» на тех же частотах и на одном коммутаторе. Нумерация бывших абонентов «Алтая» не поменялась. «КаРаТ», как и бывший «Алтай», в Воронеже имел нумерацию +7 (473) 251-8Х-ХХ. Вместо одной базовой станции «Алтая», располагавшейся на телевышке в центре города на высоте около 100 м, на территории города Воронежа действовало 4 базовых станции с их автоматическим выбором и более десятка — по области с возможностью их автоматического роуминга. 2 марта 2015 года ОАО «Ростелеком» в Воронеже отключил и систему «КаРат». Таким образом закончилась эпоха аналоговой транкинговой телефонной сети связи общего пользования.

### Новосибирск
Система также работала в Новосибирске, нумерация +7 (383) 349-8X-XX.

### Санкт-Петербург и Ленинградская область
В Ленинграде система «Алтай» была запущена в 1972 году, первой была создана система фиксированной связи. В 1974—1975 году была построена АТС на улице Комиссара Смирнова, в 1977—1978 году рядом с ней построена вышка связи.
Позже охват системы был увеличен за счёт строительства антенн в городах Выборг, Луга, Кингисепп, Кириши и Сосновый Бор. В городе были доступны два вида связи — транкинг и телефония. Радиостанциям были присвоены городские семизначные телефонные номера, у абонентов была возможность говорить и слушать одновременно, была обеспечена возможность входящей междугородной связи. Абонентам оказывались услуги транкинговой связи: двусторонняя связь с диспетчерским пультом, соединение абонентов «Алтая» по радиоканалу.
С марта 2011 года оборудование системы «Алтай» было частично разобрано и утилизировано. Летом система перестала работать, а в начале октября с башни связи были сняты антенны.

## Принципы взаимодействия системы
Радиоприёмник центральной станции (ЦС) прослушивает 8 каналов в приёмном участке ствола, радиопередатчик передаёт сигнал на соответствующих 8 каналах в передающем участке ствола, обеспечивая дуплексную связь. Разнос частот между каждым приёмным и передающим каналом 24 МГц (36 МГц «Алтай-3»), соседний канал смещён по частоте на 50 кГц (25 кГц «Алтай-3»). Во время работы часть каналов обычно занята обменом информации, на свободных каналах непрерывно передаётся маркерный сигнал 2397 Гц. Приёмник каждой мобильной абонентской станции с периодом 2 с непрерывно сканирует каналы передачи базовой станции в стволе и ищет комбинацию частот своего индивидуального вызова (трёхзначный номер индивидуального вызова на системах первых поколений зашит при производстве установкой трёх специальных фильтров в НЧ тракте).
Для вызова абонентской станции ЦС по любому свободному каналу в течение 4 сек. одновременно передаёт три частоты индивидуального вызова абонента. Мобильная станция с соответствующим номером останавливается на этом канале, включает у себя звуковой сигнал вызова и, включив передатчик, отправляет на центральную станцию сигнал подтверждения вызова. После снятия трубки разговор ведётся как в обычной телефонной сети в дуплексном режиме. По окончании разговора (один из корреспондентов кладёт трубку) инициирующая сторона в течение 2 с передаёт сигнал отбоя (2363 Гц), после чего передатчик мобильной станции отключается и канал освобождается.
Абонентская станция производит вхождение в связь, останавливаясь на любом свободном канале с маркерным сигналом 2397 Гц, после чего включает передатчик и передаёт на ЦС сигнал занятия канала 2295 Гц. ЦС отвечает снятием маркерного сигнала и подачей тона 450 Гц (готовности телефонной сети к набору номера). Набор номера происходит передачей от абонентской станции последовательности двухчастотных посылок, схожих с DTMF сигналом, но с другими частотами кодирования, которые ЦС преобразует в стандартный импульсный набор в телефонной линии. Установление и разрыв связи происходят аналогично.
Пользование абонентской станцией не отличается от работы с обычным телефоном. Чтобы вызвать абонентскую станцию из телефонной сети, необходимо после дозвона на один из номеров ЦС «Алтай» набрать дополнительный номер индивидуального вызова.
Один 8-канальный ствол системы обеспечивает до 175 двухминутных разговоров в течение 2 часов при 7 % потерь и адресацию около 1000 абонентов. При необходимости устанавливаются новые стволы, которые работают аналогично, но смещены по частоте на 400 или 200 кГц (при 25-килогерцевой сетке). Индивидуальные данные вызова абонентской станции состоят из номера ствола (1—22) и индивидуального номера вызова (0—999).
Так как сигналы взаимодействия формируются подачей тональных частот, в системе применяется серия специальных низкочастотных электромеханических фильтров ФЭМ-П и соответствующих им по частоте низкочастотных камертонных резонаторов. Всего используется 42 частоты в диапазоне 1003—2397 Гц. Частоты с 1-й по 30-ю используются для посылки вызова, причём в сторону мобильной станции параллельным кодом (трёхчастотная комбинация), в сторону базовой станции — последовательностью двухчастотных посылок. 41-я частота — «отбой», 42-я — «маркер свободного канала», остальные частоты зарезервированы под специальные сигналы и циркулярные вызовы, которые могут использовать диспетчеры виртуальных ведомственных сетей внутри системы связи.
Для обеспечения непрерывности связи в пути между городами абонентская станция помимо обязательных 8 каналов ствола (режим «ГС») может иметь дополнительные каналы линейной связи (режимы «ЛС1», «ЛС2» и т. д.), переключаясь на которые, можно поддерживать связь через станции линейной связи, расположенные вдоль трассы движения и связанные между собой радиорелейной линией. Станции линейной связи имели ограниченную функциональность и выход в городскую сеть через телефонисток.

## Технические характеристики

### «Алтай-1»
Система состоит из центральной станции «Алтай-ЦС-1» и мобильных станций «Алтай-АС-1». Рабочие частоты:
- в сторону центральной станции 150,05—150,9 МГц;
- в сторону мобильной станции 174,05—174,9 МГц;
- разнос частот между каналами 50 кГц, используется частотная модуляция;
- разнос частот между каналом приёма и передачи 24 МГц.

«Алтай-ЦС-1» (17РТС-Ц1-ЧМ) обеспечивает работу одного ствола системы и состоит из 8-ми стоек радиопередатчиков (каждая обслуживает свой канал) и одной стойки 8-канального радиоприёмника. Каждая радиопередающая стойка содержит два одинаковых радиопередатчика — основной и резервный с системой автоматического включения резерва. Работу передатчиков и радиоприёмников объединяет блок коммутационного оборудования, к которому также подключены:
- комплект генераторного оборудования, формирующего сигналы управления в каналах связи посылкой комбинаций тональных частот;
- городская АТС;
- пульты центрального и ведомственных диспетчеров и дежурного техника станции;
- другие стволы системы (при наличии).

Антенна представляет собой многоэтажную многовибраторную систему с круговой диаграммой направленности в горизонтальной плоскости, расположенную на высокой мачте. Один ствол системы обеспечивает работу до 1000 корреспондентов. Частотный ресурс, выделенный системе «Алтай-1», допускает использование двух стволов.
«Алтай-АС-1» (15РТМ-А2-ЧМ) — мобильная станция. Состоит из трёх блоков и антенно-фидерного устройства, которые устанавливаются на автомобиль или другую технику:
- приёмопередатчик 335x205x195 мм, 10 кг;
- пульт управления 310x320x140 мм, 9 кг;
- блок питания 300x165x125 мм, 4,5 кг;
- выходная мощность передатчика 8 Вт;
- потребляемый ток:
  - режим «дежурный приём» 0,25 А;
  - режим «двухсторонняя связь» 8,3 А;
- наработка на отказ 600 ч.

### «Алтай-3»
Основное отличие от системы «Алтай-1» — переход на диапазон частот 301—342 МГц с расширением частотного ресурса, позволяющего использовать до одиннадцати 8-канальных стволов при частотном разносе между каналами 50 кГц. Состоит из центральной станции «Алтай-ЦС-3» и мобильных станций «Алтай-АС-3». Рабочие частоты:
- в сторону центральной станции 301,15—305,8 МГц;
- в сторону мобильной станции 337,15—341,8 МГц;
- разнос частот между каналами 50 кГц, частотная модуляция c девиацией 10 кГц;
- разнос частот приёма и передачи каждого канала 36 МГц.

«Алтай-ЦС-3» (14РТС-Ц1-ЧМ) обеспечивает работу одного ствола системы и состоит из пяти стоек радиопередатчиков, каждая стойка обслуживает по двум соседних радиоканала, четыре стойки находятся в работе, пятая в холодном резерве. Стойка радиоприёмников содержит два одинаковых 8-канальных радиоприёмных устройства с устройством автовыбора что позволяет организовать разнесённый радиоприём на разные антенны или использовать второй радиоприёмник в режиме горячего резерва. Блок коммутационного оборудования и АФУ аналогичны системе «Алтай-1». Параметры:
- выходная мощность передатчика каждого канала 30—50 Вт;
- избирательность приёмника по соседним (побочным) каналам приёма 74 (70) дБ;
- напряжение питания 220±10 %;
- потребляемая мощность передатчики (радиоприёмник) 1100 (660) Вт.

«Алтай-АС-3» (40РТМ-А2-ЧМ) — мобильная станция. Состоит из четырёх блоков и антенно-фидерного устройства. Параметры:
- приёмопередатчик 3525x235x230 мм, 12 кг;
- пульт управления 250x180x70 мм, 3 кг;
- блок автоматики 340x270x180 мм, 8 кг;
- блок УНЧ 115x200x55 мм, 2 кг;
- выходная мощность передатчика 6 Вт;
- потребляемый ток:
  - режим «дежурный приём» 0,35 А;
  - режим «двухсторонняя связь» 5,5 А;
- наработка на отказ 1100 ч.

Радиостанция 10-канальная. 8 каналов используется для работы в системе «Алтай-3» (режим «ГС») и 2 дополнительных канала для линейной связи «ЛС1» и «ЛС2».

### «Алтай-3М»
Полная модернизация оборудования с переходом на полупроводники и микропроцессоры (в «Алтай-3» ещё применялись ламповые выходные каскады радиопередатчиков базовых станций). Оборудование абонентских и центральной станций стало компактней и лучше по электрическим параметрам. Более плотная сетка частот позволила увеличить количество каналов (стволов) в два раза. Абонентская мобильная станция «Алтай АС-3М», позднее выпускались «Алтай АС-3С», «Алтай АС-СП», «УРАЛ РС-6У». Стандарт «Алтая» поддерживали портативные многостандартные абонентские станции 1990-х, имеющие формат сотового телефона — «Алтай 100 LS» и «Алтай 310-Р33Н» «Nokia R72» и др.

## Система «ВОЛЕМОТ»
Прямое развитие системы «Алтай-3М». Название произошло от городов-разработчиков: Воронеж (ВНИИС), Ленинград (ЛНПО «Красная заря»), Молодечно (радиозавод «Спутник»), Тернополь (Тернопольский радиозавод). Главный конструктор — В. М. Кузьмин.
Система могла использовать до 188 дуплексных каналов в диапазоне 330 МГц с разносом между каналами 25 кГц. Обеспечивала соты большого радиуса, одна базовая станция покрывала город и близлежащие районы, это позволяло эффективно обслуживать местности с малой плотностью абонентов. Перемещение между зонами связи происходило без разрыва соединения, имелась возможность передачи цифровой информации и маскировки речи. Мощности передатчиков: 100 Вт — база, 5—10 Вт — абонентская станция. Абонентские станции по уровню прав делились на 3 категории. 1-я имела полную функциональность, 3-я работала только в зоне своей соты.
Первая система «ВОЛЕМОТ» заработала в 1993 году в городе Уссурийск. Позднее была запущена в городах Воронеже, Владивостоке, Самаре и др. Всего эксплуатировалось около 15 базовых станций.

## Система «Колос»
Разработана по заказу Министерства сельского хозяйства СССР в конце 1970-х на базе решений, используемых в системе «Алтай» и предназначена для организации связи в пределах одного ведомства, райцентра с хозяйствами района и между хозяйствами с числом стационарных и мобильных радиостанций до 250. Ориентирована на использование в густонаселённых районах Европейской части СССР и крупных хозяйствах Казахстана. Используется более простая и дешёвая аппаратура. Радиостанции не имеют номеронабирателя и соединения производит диспетчер. Приоритетные абоненты (до 30), обычно руководители и главные специалисты, имеют 4-канальные радиостанции и индивидуальный вызов, производственные абоненты имеют 3-канальные радиостанции и циркулярный вызов с голосовым подтверждением.
Технические отличия:
- меньшее число частотных каналов — 4 (расширенный вариант — 8);
- несовместимость частот с системой «Алтай» (при использовании того же частотного диапазона). Диапазоны 343—344 МГц — вниз и 307—308 МГц — вверх;
- участие диспетчера в соединении абонентов[10][11].